# Elisha Embree
Elisha Embree (* 28. September 1801 im Lincoln County, Kentucky; † 28. Februar 1863 in Princeton, Indiana) war ein US-amerikanischer Politiker. Zwischen 1847 und 1849 vertrat er den Bundesstaat Indiana im US-Repräsentantenhaus.

## Werdegang
Im Jahr 1811 kam Elisha Embree mit seinem Vater in das spätere Gibson County im Indiana-Territorium, wo er eine eingeschränkte Schulausbildung erhielt. Danach arbeitete er in der Landwirtschaft. Nach einem anschließenden Jurastudium und seiner im Jahr 1836 erfolgten Zulassung als Rechtsanwalt begann er in Princeton in seinem neuen Beruf zu arbeiten.  Zwischen 1835 und 1845 fungierte er als Richter im vierten Gerichtsbezirk von Indiana.
Politisch war Embree Mitglied der Whig Party. Er lehnte 1849 eine mögliche Nominierung seiner Partei für die Gouverneurswahlen ab. Stattdessen wurde er bei den Kongresswahlen des Jahres 1846 im ersten Wahlbezirk von Indiana in das US-Repräsentantenhaus in Washington, D.C. gewählt, wo er am 4. März 1847 die Nachfolge von Robert Dale Owen antrat. Da er im Jahr 1848 nicht bestätigt wurde, konnte er bis zum 3. März 1849 nur eine Legislaturperiode im Kongress absolvieren. Diese war von den Ereignissen des Mexikanisch-Amerikanischen Krieges geprägt.
Nach seinem Ausscheiden aus dem US-Repräsentantenhaus praktizierte Elisha Embree wieder als Anwalt. Außerdem arbeitete er wieder in der Landwirtschaft. Er starb am 28. Februar 1863 in Princeton.